# Lancelot z Jeziora

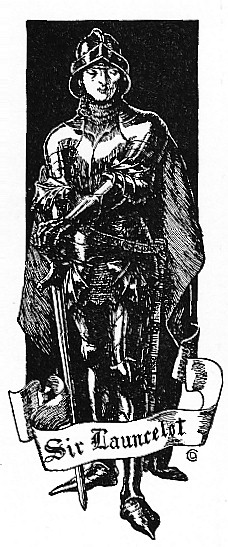

Lancelot z Jeziora (fr. Lancelot du Lac), czasem zapisywany też Launcelot lub Lanzelet – postać z legend arturiańskich, wódz irlandzki i najznamienitszy Rycerz Okrągłego Stołu.
Był synem króla Bana z Benoic, a więc księciem z urodzenia. W dzieciństwie został porwany przez czarodziejkę Vivianę, która wychowywała go (według niektórych wersji mitu, była ona jego matką). Od 18. roku życia przebywał na dworze króla Artura, gdzie (jeszcze przed przybyciem Artura), nadano mu imię Lancelot.
Jego odwzajemniona miłość do żony króla Artura, królowej Ginewry, stała się powodem upadku króla. Ta miłość, jako grzeszna, zamknęła też Lancelotowi możliwość zdobycia Świętego Graala oraz doprowadziła później do wygnania rycerza z Brytanii. Mimo to Lancelot pozostał na tyle prawy, iż zdołał cudownie uleczyć rycerza zwanego Urrey z Węgier, którego mógł uzdrowić tylko największy rycerz świata. Miecz Lancelota nazywał się Arondight.
Lancelot był ojcem Galahada (zdobywcy Graala), którego spłodził na skutek intryg czarodziejki Brisen. Omotała go ona winem z domieszką ziół, tak aby wziął Elaine z Corbenic za Ginewrę. Jego syn był w pewnym sensie ucieleśnieniem najlepszych cech jego charakteru i jedynym rycerzem, któremu udało się Lancelota pokonać.
Gdy Agravain i Mordred podstępem wydali jego związek z Ginewrą, Lancelot uciekł, a Ginewra została skazana na spalenie na stosie. Lancelot wraz z kompanami uratował ją przed śmiercią, zabijając przy tym kilku Rycerzy Okrągłego Stołu m.in. Gaherisa i Gareta. Jednak król Artur zwrócił się przeciwko niemu i obległ go w zamku. Po pewnym czasie Lancelot wyrzekł się Ginewry i udał się na wygnanie. Tam, dowiedziawszy się, że Ginewra złożyła śluby zakonne, został pustelnikiem. Umarł krótko po śmierci ukochanej. Został pochowany w swoim zamku Joyous Gard.
Pierwszym autorem, który wprowadził postać Lancelota (bez wątpienia znaną już wcześniej w tradycji ustnej) do literatury, był Chrétien de Troyes. Poświęcony Lancelotowi romans Chrétiena nosi tytuł Lancelot ou le Chevalier de la charrette i powstał w XII wieku (prawdopodobnie w okresie 1177–1179).

## Telewizja, filmy i inne media
W postać Lancelota wcielili się m.in.:
- Robert Taylor w filmie Rycerze Okrągłego Stołu (1953)
- William Russell w serialu Sir Lancelot (1956–1957)
- Robert Goulet w filmie Camelot (1960)
- Cornel Wilde w filmie Lancelot i Guinevere (1963)
- Franco Nero w filmie Camelot (1967)
- Luc Simon w filmie Lancelot z jeziora (1974)
- John Cleese w filmie Monty Python i Święty Graal (1975)
- Nicholas Clay w filmie Excalibur (1981)
- Richard Gere w filmie Rycerz króla Artura (1995)
- Jeremy Sheffield w serialu Merlin (1998)
- Ioan Gruffudd w filmie Król Artur (2004)
- Nancy Cartwright, gościnnie w serialu Simpsonowie (2004)
- Hank Azaria w Spamalot (2005)
- Phil Cornwell w serialu Porażki Króla Artura (2005–2006)
- Thomas Cousseau w serialu Kaamelott (2005–2009)
- Santiago Cabrera w serialu Przygody Merlina (2008–2012)
- Jason Griffith głos w grze Sonic and the Black Knight (2009)
- Ryōtarō Okiayu/Kyle Herbert w serialu Fate/Zero (2011–2012)
- Christopher Tavarez w serialu Liceum Avalon (2010)
- Sinqua Walls w serialu Dawno, dawno temu (2012, 2015)
- Dan Stevens w filmie Noc w muzeum: Tajemnica grobowca (2014)
- Jack Davenport w filmie Kingsman: Tajne służby (2014)
- Matt Frewer/Jerry O’Connell w serialu Bibliotekarze (2014) Lancelot jest nieśmiertelnym, choć starym człowiekiem. Ukrywa swoją tożsamość pod imieniem Dulaque. Przewodzi złym Bractwem Węża. Dąży do przywrócenia na świecie wczesnego średniowiecza.
- Daniel Sharman w serialu Przeklęta (2020)